# Wodząca (struga)
Wodząca (Bagienka) – struga, prawy dopływ Białki o długości 6,2 km.
Struga bierze początek na zachód od wsi Lgota Murowana w województwie śląskim i biegnie w kierunku północno-wschodnim. Przepływa przez Kroczyce, i w okolicach Kostkowic wpada do Białki.